# Вальтер Шібер
Вальтер Шібер (нім. Walther Schieber; 13 вересня 1896, Баймерштеттен — 29 червня 1960, Оберрайхенбах) — один з керівників військової промисловості Третього Рейху, бригадефюрер СС (21 червня 1942), доктор інженерних наук. Кавалер лицарського Хреста Воєнних заслуг з мечами.

## Біографія
Учасник Першої світової війни, лейтенант. Член НСДАП (квиток №548 839) і СС (посвідчення №161 947). Довгий час був керівником відділу економіки гау Тюрингія. Державний радник. Входив до керівництва багатьох компаній: голова «Густлофф-верке Веймар» (Gustloff Werke Weimar), голова правління і керівник «Тюринзького целюлозного волокна» в Шварці (Thьringische Zellwolle AG), «Целюлозних волокон Лейпциг» (Zellwolle Lenzing AG), «Німецького целюлозного волокна» в Берліні (Deutsche Zellwoll-Ring e. V.), «Вестфальської целюлози» у Вісбадені (Westfälische Zellstoff AF), заступник голови Наглядової ради «Тюринзької сировини» у Веймарі (Thüringer Rohstoff AG) тощо. З 1942 року — начальник Управління військових поставок Імперського міністерства озброєнь і боєприпасів.

## Нагороди
- Залізний хрест 2-го і 1-го класу
- Нагрудний знак «За поранення» в чорному
- Почесний хрест ветерана війни з мечами
- Почесна шпага рейхсфюрера СС
- Кільце «Мертва голова»
- Золотий партійний знак НСДАП
- Хрест Воєнних заслуг 2-го і 1-го класу з мечами і без мечів
- Лицарський хрест Хреста Воєнних заслуг
  - без мечів (20 вересня 1943)
  - з мечами (29 жовтня 1944)